# Эйзелен, Иоганн Фридрих Готфрид
Иоганн Фридрих Готфрид Эйзелен (нем. Johann Friedrich Gottfried Eiselen; 21 сентября 1785, Ротенбург — 3 октября 1865, Галле) — немецкий экономист.
В войне за освобождение Германии принимал участие в качестве добровольца. Был профессором в Бреславле, потом в Галле.
В 1852 году избран в члены палаты господ от галльского университета.

## Труды
- «Grundzüge der Staatswirtschaft oder der freien Volkswirtschaft und der sich darauf beziehenden Regierungskunst» (Берлин, 1818);
- «Handbuch des Systems der Staatswissenschaften» (Бреславль, 1828);
- «Die Lehre von der Volkswirtschaft in ihren allgemeinen Bedingungen und in ihrer besondern Entwickelung» (Галле, 1843);
- «Der preussische Staat» (Б., 1862);
- «Geschichte des Lützowschen Freikorps» (Галле, 1841).